# Pristimantis appendiculatus
Pristimantis appendiculatus es una especie de anfibio anuro de la familia Craugastoridae.

## Distribución
Esta especie se encuentra entre 1460 y 2800 m de altitud en la vertiente occidental de la Cordillera de los Andes:
- en el sudoeste de Colombia en el departamento de Nariño;
- en el noroeste de Ecuador en las provincias de Pichincha e Imbabura.

## Descripción
El holotipo de Pristimantis appendiculatus es de 24 mm.

## Publicación original
Werner, 1894 : Herpetologische Nova. Zoologischer Anzeiger, vol. 17, p. 410-415